# Ostrivka, Oceac
Ostrivka (în ucraineană Острівка) este localitatea de reședință a comunei Ostrivka din raionul Oceac, regiunea Mîkolaiiv, Ucraina.

## Demografie
Componența lingvistică a localității Ostrivka
     Ucraineană (81,68%)
     Rusă (5,86%)
     Română (4,03%)
     Alte limbi (0,37%)
Conform recensământului din 2001, majoritatea populației localității Ostrivka era vorbitoare de ucraineană (81,68%), existând în minoritate și vorbitori de găgăuză (7,69%), rusă (5,86%) și română (4,03%).